# Стара школа у Паштрићу
Стара школа у Паштрићу, насељеном месту на територији општине Мионице, подигнута је осамдесетих година 19. века. Заједно са манастиром Рибница представља непокретно културно добро као споменик културе од великог значаја.

## Историјат
Прва зграда основне школе у Рибници подигнута је 1839. године. Због несолидне градње замењена је здањем које је доспело до наших дана, које је врло пространо јер га је користило неколико околних села. Када је Паштрић добио нову школску зграду, стара је претворена у ученички интернат. Споменик културе, поред несумљивих уметничких вредности, поседује и атрибуте сведочанства значајног за проучавање историјских прилика у ваљевском крају, од средине 19. до почетка 20. века.

## Знаменити ученици
Знаменити ученици школе у Рибници били су Лазар и Живојин Мишић, као и Димитрије Мита Ракић. Међу знаменитим учитељима били су Никола Вуловић (отац Светислава Вуловића), Владимир Ковачевић (брат историчара Љубомира Ковачевића и отац бригадног генерала Михаила Ковачевића) и Михаило Д. Максимовић (отац Десанке Максимовић).